# Buzurgmehr Jusupow
Buzurgmehr Jusupow, tadż. Бузургмеҳр Юсупов (ur. 11 stycznia 1991 w Duszanbe) – tadżycki piłkarz nożny, futsalista.

## Kariera
Seniorską karierę rozpoczynał w 2004 roku, występując w klubie Chima Duszanbe. Rok później przeszedł do Orijono Duszanbe. W 2006 roku wystąpił na Mistrzostwach Azji U-17 w Singapurze, gdzie zdobył wraz z reprezentacją Tadżykistanu brązowy medal. Uprawniało to tadżycką kadrę do gry na Mistrzostwa Świata U-17 2007. Na tym turnieju Tadżycy awansowali z grupy po zwycięstwie 4:3 ze Stanami Zjednoczonymi i porażkach 0:1 z Belgią i Tunezją, odpadając w 1/8 finału z Peru; Jusupow zagrał na tym turnieju w trzech meczach.
W latach 2007–2008 Jusupow reprezentował barwy Dinamo Duszanbe. Następnie trafił do Polski, zostając zawodnikiem KKS Jelenia Góra. W rundzie jesiennej sezonu 2009/2010 grał w Pogoni Barlinek, natomiast w 2010 roku był piłkarzem Calisii Kalisz. Po kontuzji w sierpniu 2010 wrócił do Tadżykistanu, gdzie grał w piłkę w klubach Energetik Duszanbe i Pamir Duszanbe, a także podjął studia na kierunku finanse i rachunkowość.
W 2013 roku celem kontynuowania studiów przyjechał do Polski. Wówczas to rozpoczął również grę w futsalowym klubie AZS Uniwersytet Warszawski. W 2018 roku odszedł z tego klubu i rozpoczął grę w Przyszłości Włochy. W roku 2021 podpisał kontrakt w futsalową Legią Warszawa.

## Statystyki ligowe
| Sezon         | Klub               | Liga                    | Mecze | Gole |
| ------------- | ------------------ | ----------------------- | ----- | ---- |
| 2004          | Chima Duszanbe     | Ligai Millii Futbol     | 1     | 0    |
| 2005          | Orijono Duszanbe   | Kahramonhoi Todżikiston | ?     | ?    |
| 2006          | Orijono Duszanbe   | Kahramonhoi Todżikiston | ?     | ?    |
| 2007          | Dinamo Duszanbe    | Kahramonhoi Todżikiston | ?     | ?    |
| 2008          | Dinamo Duszanbe    | Kahramonhoi Todżikiston | ?     | ?    |
| 2008/2009 (w) | KKS Jelenia Góra   | klasa B                 | ?     | ?    |
| 2009/2010 (j) | Pogoń Barlinek     | IV liga                 | ?     | 2    |
| 2009/2010 (w) | Calisia Kalisz     | III liga                | 7     | 0    |
| 2010/2011 (j) | Calisia Kalisz     | III liga                | 1     | 0    |
| 2010 (j)      | Energetik Duszanbe | Kahramonhoi Todżikiston | ?     | ?    |
| 2011 (w)      | Pamir Duszanbe     | Kahramonhoi Todżikiston | ?     | ?    |
| 2013/2014     | AZS UW Warszawa    | I liga (futsal)         | 11    | 3    |
| 2014/2015     | AZS UW Warszawa    | I liga (futsal)         | 15    | 1    |
| 2015/2016     | AZS UW Warszawa    | I liga (futsal)         | 8     | 2    |
| 2016/2017     | AZS UW Warszawa    | I liga (futsal)         | 13    | 4    |
| 2017/2018     | AZS UW Warszawa    | I liga (futsal)         | 2     | 0    |